# Campionatul Mondial de Atletism din 2022 - Săritura în înălțime (masculin)
Proba masculină de săritura în înălțime de la Campionatul Mondial de Atletism din 2022 a avut loc în perioada 15-18 iulie 2022 pe Hayward Field din Eugene, SUA.

## Standardul de calificare
Standardul de calificare a fost de 2,33m.

## Program
Ora este ora SUA (UTC-7) 
| Data     | Oră   | Etapă      |
| -------- | ----- | ---------- |
| 15 iulie | 10:10 | Calificări |
| 18 iulie | 17:45 | Finala     |

## Rezultate

### Calificări
În finală s-au calificat toți sportivii care au sărit la înălțimea de 2,30m (C) sau cele mai bune 12 performanțe (c).
| Loc | Grupă | Nume                  | Țară                       | 2,17 | 2,21 | 2,25 | 2,28 | 2,30 | Rezultat final | Note   |
| --- | ----- | --------------------- | -------------------------- | ---- | ---- | ---- | ---- | ---- | -------------- | ------ |
| 1   | A     | Woo Sang-hyeok        | Coreea de Sud              | o    | o    | o    | o    |      | 2,28           | c      |
| 1   | A     | Django Lovett         | Canada                     | o    | o    | o    | o    |      | 2,28           | c, =SB |
| 1   | A     | Andrii Proțenko       | Ucraina                    | o    | o    | o    | o    |      | 2,28           | c      |
| 1   | A     | Mutaz Essa Barshim    | Qatar                      | o    | –    | o    | o    |      | 2,28           | c      |
| 5   | B     | Luis Enrique Zayas    | Cuba                       | o    | xo   | o    | o    |      | 2,28           | c      |
| 6   | A     | Tomohiro Shinno       | Japonia                    | o    | xo   | xo   | o    |      | 2,28           | c      |
| 7   | B     | JuVaughn Harrison     | Statele Unite ale Americii | o    | o    | o    | xo   |      | 2,28           | c      |
| 8   | B     | Yonathan Kapitolnik   | Israel                     | o    | xo   | o    | xo   |      | 2,28           | c      |
| 9   | A     | Shelby McEwen         | Statele Unite ale Americii | o    | o    | o    | xxo  |      | 2,28           | c      |
| 9   | B     | Joel Baden            | Australia                  | o    | o    | o    | xxo  |      | 2,28           | c, SB  |
| 11  | B     | Gianmarco Tamberi     | Italia                     | o    | o    | xxo  | xxo  |      | 2,28           | c      |
| 12  | B     | Edgar Rivera          | Mexic                      | o    | o    | o    | xxx  |      | 2,25           | c      |
| 12  | B     | Mateusz Przybylko     | Germania                   | o    | o    | o    | xxx  |      | 2,25           | c      |
| 14  | B     | Hamish Kerr           | Noua Zeelandă              | o    | xo   | o    | xxx  |      | 2,25           |        |
| 15  | B     | Oleh Doroșciuk        | Ucraina                    | o    | o    | xo   | xxx  |      | 2,25           |        |
| 16  | A     | Marco Fassinotti      | Italia                     | xo   | xo   | xo   | xxx  |      | 2,25           |        |
| 17  | A     | Thomas Carmoy         | Belgia                     | o    | xo   | xxo  | xxx  |      | 2,25           |        |
| 18  | B     | Thiago Moura          | Brazilia                   | o    | xxo  | xxo  | xxx  |      | 2,25           |        |
| 19  | A     | Tobias Potye          | Germania                   | o    | o    | xxx  |      |      | 2,21           |        |
| 19  | B     | Ryoichi Akamatsu      | Japonia                    | o    | o    | xxx  |      |      | 2,21           |        |
| 21  | A     | Carlos Layoy          | Argentina                  | o    | xo   | xxx  |      |      | 2,21           | =SB    |
| 22  | A     | Loïc Gasch            | Elveția                    | xo   | xo   | xxx  |      |      | 2,21           |        |
| 23  | B     | Donald Thomas         | Bahamas                    | o    | xxo  | xxx  |      |      | 2,21           |        |
| 23  | B     | Joel Clarke-Khan      | Marea Britanie             | o    | xxo  | xxx  |      |      | 2,21           |        |
| 25  | B     | Darius Carbin         | Statele Unite ale Americii | o    | xxx  |      |      |      | 2,17           |        |
| 26  | A     | Yual Reath            | Australia                  | xxo  | xxx  |      |      |      | 2,17           |        |
| 27  | A     | Nauraj Singh Randhawa | Malaezia                   | xxx  |      |      |      |      | FM             |        |
| 28  | A     | Norbert Kobielski     | Polonia                    | xr   |      |      |      |      | FM             |        |
| 29  | A     | Majd Eddin Ghazal     | Siria                      |      |      |      |      |      |                | NS     |

### Finala
Finala a avut loc pe 18 iulie și a început la ora 17:45.
| Loc | Sportiv             | Țară                       | 2,19 | 2,24 | 2,27 | 2,30 | 2,33 | 2,35 | 2,37 | 2,39 | 2,42 | Rezultat final | Note |
| --- | ------------------- | -------------------------- | ---- | ---- | ---- | ---- | ---- | ---- | ---- | ---- | ---- | -------------- | ---- |
| 1   | Mutaz Essa Barshim  | Qatar                      | –    | o    | o    | o    | o    | o    | o    | –    | x    | 2,37           |      |
| 2   | Woo Sang-hyeok      | Coreea de Sud              | o    | o    | o    | o    | xxo  | xo   | x-   | xx   |      | 2,35           | =RN  |
| 3   | Andrii Proțenko     | Ucraina                    | xo   | o    | xxo  | o    | o    | xx-  | x    |      |      | 2,33           | SB   |
| 4   | Gianmarco Tamberi   | Italia                     | o    | o    | o    | xxo  | xo   | xxx  |      |      |      | 2,33           | SB   |
| 5   | Shelby McEwen       | Statele Unite ale Americii | o    | o    | o    | o    | xx-  | x    |      |      |      | 2,30           |      |
| 6   | Django Lovett       | Canada                     | o    | o    | o    | xxx  |      |      |      |      |      | 2,27           |      |
| 6   | Luis Enrique Zayas  | Cuba                       | o    | o    | o    | xxx  |      |      |      |      |      | 2,27           |      |
| 8   | Tomohiro Shinno     | Japonia                    | xo   | xo   | o    | xxx  |      |      |      |      |      | 2,27           |      |
| 9   | JuVaughn Harrison   | Statele Unite ale Americii | o    | o    | xxo  | xxx  |      |      |      |      |      | 2,27           |      |
| 10  | Joel Baden          | Australia                  | o    | xo   | xo   | xxx  |      |      |      |      |      | 2,27           |      |
| 11  | Yonathan Kapitolnik | Israel                     | o    | o    | xxx  |      |      |      |      |      |      | 2,24           |      |
| 12  | Mateusz Przybylko   | Germania                   | o    | xxo  | xxx  |      |      |      |      |      |      | 2,24           |      |
| 13  | Edgar Rivera        | Mexic                      | xo   | xxx  |      |      |      |      |      |      |      | 2,19           |      |